# Weltmeisterschaften im Bogenschießen 1989
Die Weltmeisterschaften im Bogenschießen 1989 wurden vom 2. bis 8. Juli in Lausanne, Schweiz ausgetragen.

## Ergebnisse Recurvebogen
| Disziplin         | Gold                                                                                   | Silber                                                                       | Bronze                                                                                            |
| ----------------- | -------------------------------------------------------------------------------------- | ---------------------------------------------------------------------------- | ------------------------------------------------------------------------------------------------- |
| Männer Einzel     | Stanyslaw Sabrodskyj                                                                   | Steven Hallard                                                               | Tomi Poikolainen                                                                                  |
| Frauen Einzel     | Kim Soo-nyung                                                                          | Kim Kyung-wook                                                               | Denise Parker                                                                                     |
| Männer Mannschaft | Sowjetunion Stanyslaw Sabrodskyj Wladimir Tabrodski Wladimir Jeschejew Wadim Schikarew | Vereinigte Staaten Jay Barrs Richard McKinney Alien Rasor Christopher Yeoman | Südkorea Yang Chang-hoon Park Jae-pyo Lee Hueng-seop Lee Jeong-keun                               |
| Frauen Mannschaft | Südkorea Kim Soo-nyung Kim Kyung-wook Wang Hee-kyung                                   | Schweden Jenny Sjöwall Christa Bäckman Petra Ericsson                        | Sowjetunion Ljudmyla Arschannikowa Machluchanum Murtschajewa Jelena Tutatschikowa Tatjana Muntjan |

## Medaillenspiegel
| Platz  | Land               | Gold | Silber | Bronze | Gesamt |
| ------ | ------------------ | ---- | ------ | ------ | ------ |
| 1      | Südkorea           | 2    | 1      | 1      | 4      |
| 2      | Sowjetunion        | 2    | –      | 1      | 3      |
| 3      | Vereinigte Staaten | –    | 1      | 1      | 2      |
| 4      | Großbritannien     | –    | 1      | –      | 1      |
| 4      | Schweden           | –    | 1      | –      | 1      |
| 6      | Finnland           | –    | –      | 1      | 1      |
| Gesamt | Gesamt             | 4    | 4      | 4      | 12     |